# Ganggrab von Ebendorf

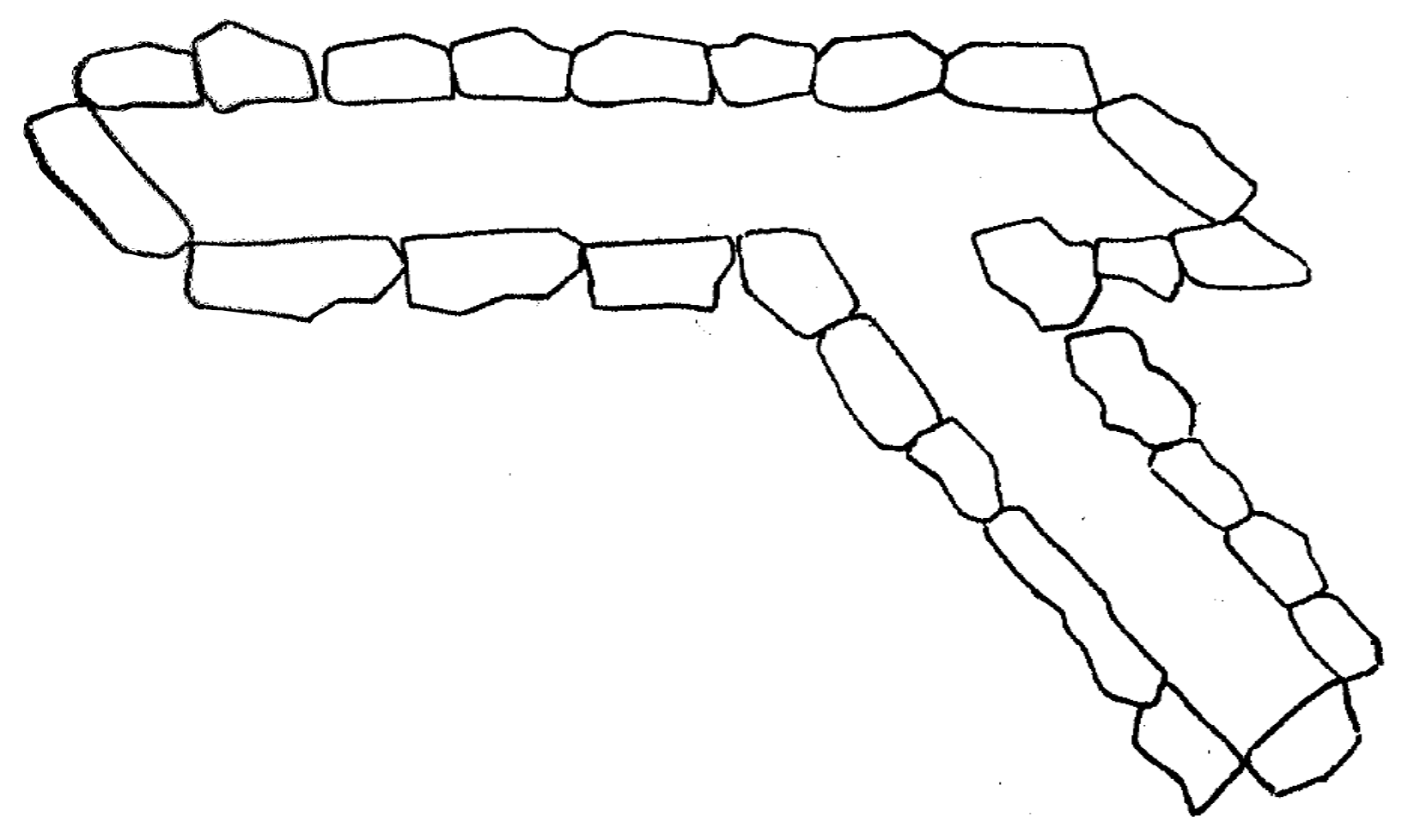
Grundriss nach Danneil

Das Ganggrab von Ebendorf, auch Angelhochgrab war eine zu den Ganggräbern zählende Anlage, mit einer Form, wie sie ansonsten im gesamten Verbreitungsgebiet nicht belegt ist. Sie lag auf dem Angelhoch, einer flachen Erhebung in Ebendorf nördlich des Dorfes Alt Olvenstedt, im Landkreis Börde in Sachsen-Anhalt. An dieser Stelle kreuzt heute die Landstraße von Alt-Olvenstedt nach Ebendorf die A2. Sie stammt aus der Jungsteinzeit 3500–2800 v. Chr. und ist eine Megalithanlage der Trichterbecherkultur (TBK).
Im Jahre 1836/37 grub Pfarrer Leopold des benachbarten Dorfes Ebendorf die Megalithanlage aus. Der von Johann Friedrich Danneil erstellte Grabungsbericht wurde 1838 veröffentlicht.

## Bauweise
Die als verschobenes Parallelogramm angelegte Kammer der Anlage war etwa neun Meter lang und 1,25 m breit. Sie bestand aus 17 aufrechtstehenden Granitblöcken. Der Kammerboden hatte ein Bruchsteinpflaster. Oben war die Kammer mit großen Deckensteinen abgeschlossen. Zur Kammer führte ein von acht Steinen begrenzter etwa fünf Meter langer schräg angesetzter Gang, der außen mit einem Stein verschlossen war.
Die ebenerdige nordwest-südost ausgerichtete Anlage, ist im Grundriss zu einem Parallelogramm verschoben. Im gleichen Winkel wie die beiden Endseiten (etwa 45°) ist auch der Gang angesetzt. Die Kammer hat ihren Zugang im Süden.
Die Anlage war von einem langovalen Hügel von 26 × 9 m bedeckt.
1930 vermutete C. Engel eine Steineinfassung um den Hügel; diese Angabe blieb aber unbelegt.

## Funde

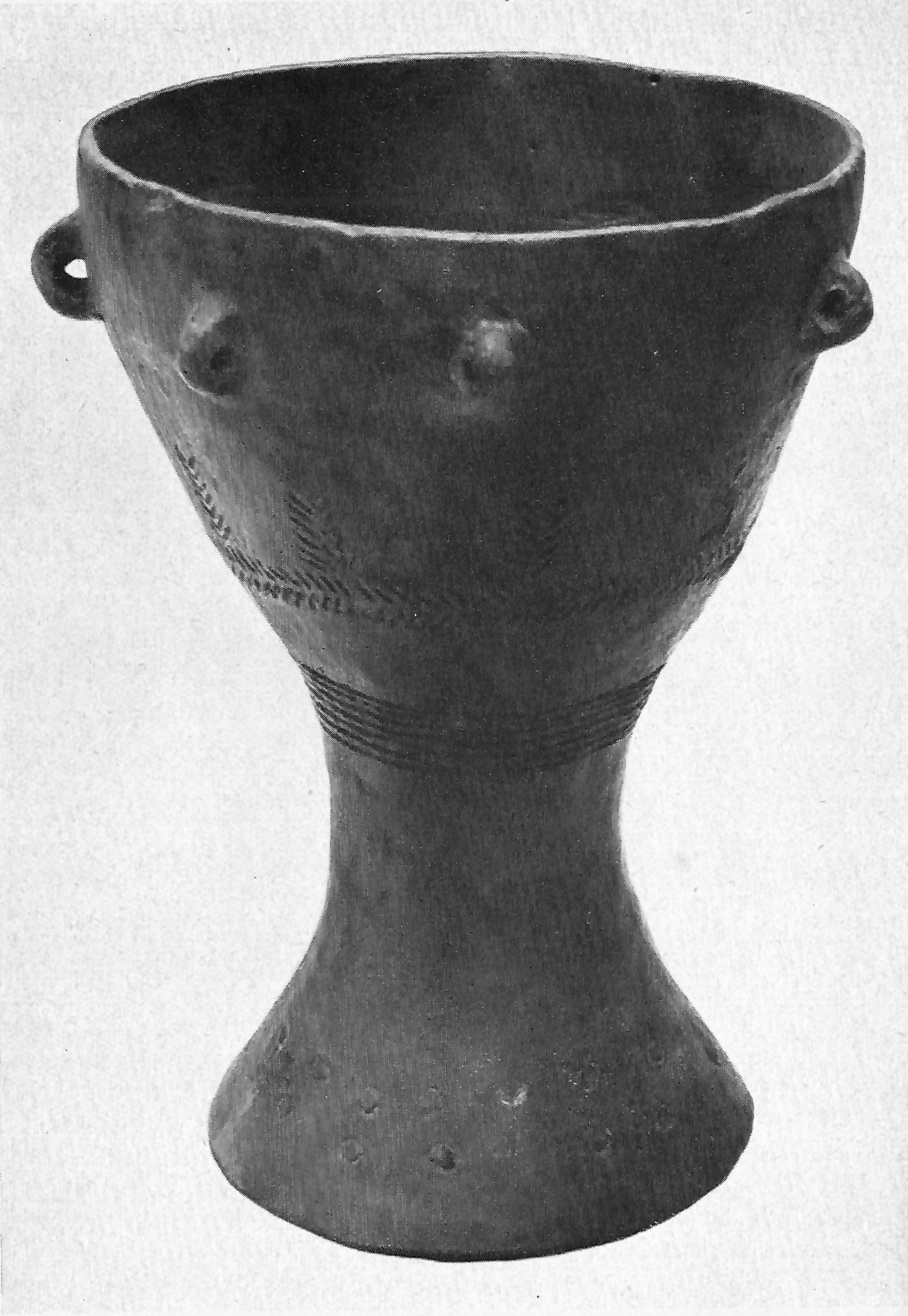
Im Angelhoch gefundene Tontrommel, Aufnahme 1930er Jahre

In der Kammer lagen viele mürbe, mit Erde vermischte Knochen. Von den Beigaben waren noch 14 keramische Gefäße erhalten. Darunter eine Tontrommel. Des Weiteren zahlreiche Scherben, zwei Feuerstein-Klingen und zwei Stücke versteinertes Holz.
Die Keramik gehört zur Bernburger Kultur. Die Tontrommel repräsentiert den Walternienburger Typ.

## Weitere Megalithanlagen in der Umgebung
In der näheren Umgebung befinden oder befanden sich noch mehrere prähistorische Anlagen, so auch auf dem Kleinen Silberberg, dem Großen Silberberg und dem Pfahlberg.